# Taisho Pharmaceutical
Taisho Pharmaceutical Co., Ltd. (яп. 大正製薬株式会社, Taishō Seiyaku Kabushiki-gaisha) — японская фармацевтическая компания, базирующаяся в Токио.

## История
Taisho была основана в 1912 году как Taisho Seiyakusho для производства безрецептурных лекарств. В 1928 году компания сменила название на Taisho Pharmaceutical Co., Ltd., а в 1955 году начала разработку рецептурных лекарств. Компанией были разработаны такие безрецептурные лекарства, как средство от кашля Паброн в 1927 году, болеутоляющее (в 1967 году) и противоязвенное средство в (1984 году). В 2009 году компания начала продажи вне Японии, а в 2019 году у Bristol Myers Squibb был куплен французский производитель анальгетиков UPSA.

## Собственники и руководство
Акции Taisho Pharmaceuticals котируются на Токийской фондовой бирже. Президентом, главным исполнительным директором и крупнейшим акционером является Акира Уэхара.

## Деятельность
Три четверти продаж приходятся на Японию, также продукция компании реализуется в других странах Азии, в Европе и Африке. Основные подразделения компании по состоянию на 2021 год:
- безрецептурные средства — лекарства под брендами Lipovitan-D, Pabron, Colac, Contac, Tempra, UPSA, Vicks и Kampo In, а также пищевые добавки; 76 % выручки.
- рецептурные препараты — наиболее успешным продуктом компании является макролидный антибиотик Кларитромицин. Фирменная версия препарата Clarith была запущена в Японии в 1991 году[7]. Для распространения кларитромицина за пределами Японии Taisho передала лицензию на кларитромицин Abbott Laboratories[8][9].

## Спонсорство
С 2001 года Taisho спонсирует сборную Японии по регби. Компания также являлась официальным спонсором чемпионата мира по регби 2019 года, который проходил в Японии.

## Дочерние компании
Основные дочерние компании на 2021 год:
- Taisho Pharmaceutical Co., Ltd.
- UPSA SAS
- DHG Pharmaceutical JSC
- Osotspa Taisho Pharmaceutical Co., Ltd.